# 機構

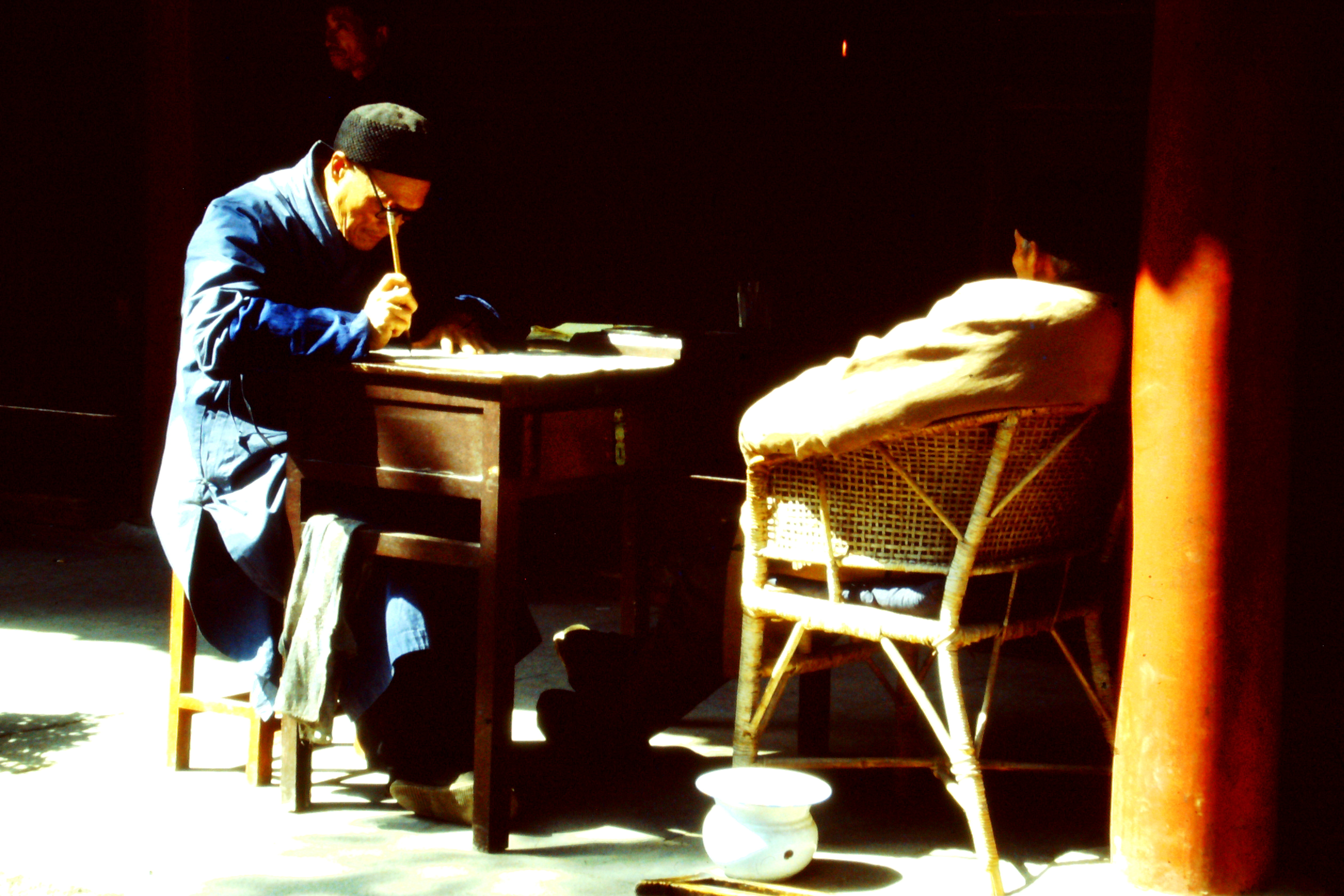
北京一所老人院機構

機構，經常和機關意義互通，是指擁有獨立架構、辦理事務的社會組織或團體，大至公司、基金會，小至社區中心等。但一般不將國家納入範疇，地方自治團體亦不包括在內（其作為公法人擁有獨立的憲法地位及強調地方自治權時）。行政法人亦有獨立公法人地位，與行政機關有所區別，不要混淆。
在中文語境中，機關多用來指稱一個擁有完整個體及組織法地位的政府機構，例如部、委員會、局。